# Inga Abel
Inga Abel (Düsseldorf, 7 luglio 1946 – Düsseldorf, 27 maggio 2000) è stata un'attrice tedesca.

## Biografia
All'età di otto anni, Abel ha iniziato a praticare il balletto e il pattinaggio artistico. Dai diciassette ai diciannove anni è stata semisolista nello spettacolo sul ghiaccio del Wiener Eisrevue. Successivamente, prese lezioni di recitazione nella sua città natale e lavorò al Komödie di Francoforte, al Theater am Dom di Colonia e allo Schlosshoftheater di Moers.
È nota al pubblico per aver interpretato, per otto anni, la Dr.ssa Eva-Maria Sperling nella serie Lindenstrasse, prodotta dall'emittente radiotelevisiva WDR.
Tra il 1986 e il 1988 Inga Abel ha co-condotto con Hugo-Egon Balder un programma radiofonico su RTL- Radio Luxemburg, intitolato Mahlzeit! Täglich Frisch! ("Buon appetito! Fresco ogni giorno"). Durante il programma, a cui partecipavano sia ospiti di spicco sia gli ascoltatori in diretta, i presentatori inscenavano diversi sketch comici.
Nel corso del programma venivano ospitati personaggi di spicco e i presentatori inscenavano sketch comici, inoltre anche il pubblico ospitante Mahlzeit! è stato registrato in due LP, il secondo dei quali devolveva i proventi della vendita a una raccolta fondi per la causa contro l'AIDS
Durante il Carnevale di Düsseldorf del 1975, Abel e Josef Steinhausen interpretarono rispettivamente Venetia Inga I e il principe Jupp I. Dalla fine degli anni '80, grazie al suo timbro di voce particolare, ha lavorato come doppiatrice. Nel 1987 ha inciso un disco dal titolo Laßt Blumen Blühen contenente due brani: Laßt Blumen Blühen e City Of Flowers.
Abel muore il 27 maggio 2000 di cancro al seno.

## Filmografia

### Attrice

#### Televisione
- Lauf nach Haus, egal wohin – film TV, (1987)
- Il nostro amico Charly (Unser Charly) – serie TV, 1 episodio (2000)
- Entführung aus der Lindenstraße – film TV, (1995)
- Die Wache – serie TV, (1994–2006)
- Lindenstraße – serie TV, 161 episodi (1992–2000)

## Radio
- Mahlzeit! Täglich Frisch!  (1986-1988)

## Discografia

### LP
- Laßt Blumen blühen (1987)
- Mahlzeit! Täglich frisch
- 2. Mahlzeit!